# 張學周
張學周（1579年—1641年），字遹西，成都府內江縣人，明朝政治人物。

## 生平
張學周是萬曆四十三年（1615年）的舉人，到四十七年（1619年）成進士，都察院觀政，獲授河南偃师知縣，調洛陽知縣，丁憂歸。六年補任山西臨汾知縣，七年本省同考，崇祯元年（1628年）升任雲南道御史，巡視北城，长芦巡盐，五年刷卷，六年升順天府丞，七年养病。其後他歷任直隸巡按、太常寺卿，熟悉時務，再陞為工部侍郎；崇禎帝以他簡約沉靜、老成持重打算重用，他就因為生病歸鄉，將俸金贈送給後輩，鄉人都稱他對兄弟友愛。他在六十三歲時去世，下葬後數個月張獻忠才攻入四川，人們都說天會保住善人。

## 家族
曾祖張忠，陰陽訓術。祖父張叔應，庠生，封行人，贈奉直大夫。父張文華，萬曆癸未进士、奉政大夫。

## 引用
1. 1 2  同治《內江縣志·卷七·人文下》：張學周 字遹西，萬歷己未進士。由秦令入拜御史巡視諸省，卓有風裁；晉順天府尹，轉太常寺卿，練達時務，儀容甚都。尋陞工部侍郎，上喜其簡靜老成，欲大用之，竟以疾歸；歷任俸金散諸弟姪，鄉人推其孝友，卒年六十三。葬後數月始有獻賊之亂，識者以為天之保存善人云。
2. ↑  同治《內江縣志·卷三·選舉》：（萬曆）乙卯科（舉人） 張學周 見科甲
3. ↑  《萬曆四十七年己未科進士履歷》：张学周，遹西，書三房，辛卯二月十五日生。内江县人，乙卯十七，会三百三，三甲九十。都察院政，授河南偃師知縣，調维阳县，丁憂，丙寅補，丁卯本省同考，戊辰考选，授云南御史，管北城，长芦巡盐，壬申刷卷，癸酉升順天府丞，甲戌养病。